# Mistrovství Evropy bez rozdílu vah v judu
Mistrovství Evropy bez rozdílu vah je původní judistická soutěž, ve které se utkávají soupeři bez rozdílu výkonnosti nebo váhy.
Na začátku judistických soutěží proti sobě nastupovali soupeři podle výkonnostních stupňů. Tyto stupně zaručovaly jistou technickou zdatnost jednotlivých protivníků. Se zavedením váhových kategorií, kvůli přijetí juda na olympijské hry, se z této soutěže stala během let pouze doplňková disciplína pro těžké váhy. Z olympijských her byla vyřazena v roce 1988 a z mistrovství Evropy v roce 2007.
Populární zůstává v Japonsku, kde je výkonnost jednotlivých judistů závislá na jejich technické zdatnosti. Duely jsou otevřené a zaručují zajímavou zápletku v podobě úspěchu středních vah nebo dokonce lehkých vah (naposledy Tošihiko Koga). V Evropě se k judu přistupuje jinak. Evropské těžké váhy pracují především s fyzickou silou, kondicí a taktikou. Souboje tak byly divácky neatraktivní tzv. přetlačovaná. V roce 2004 se poprvé soutěž bez rozdílu vah konala mimo mistrovství Evropy ve váhových kategoriích a po olympijských hrách v Pekingu byla zrušena.

## Mistři Evropy bez rozdílu vah

### Muži
|         | Místo        | Zlato                     | Stříbro               | Bronz                 | Bronz                     |
| ------- | ------------ | ------------------------- | --------------------- | --------------------- | ------------------------- |
| ME 1951 | Paříž        | Jean de Herdt             | Geof Gleeson          |                       |                           |
| ME 1952 | Paříž        | Guy Verrier               | Robert Jaquemond      |                       |                           |
| ME 1953 | Londýn       | Anton Geesink             | Bernard Pariset       |                       |                           |
| ME 1954 | Brusel       | Anton Geesink             | Henri Courtine        |                       |                           |
| ME 1955 | Paříž        | Bernard Pariset           | Anton Geesink         |                       |                           |
| ME 1957 | Rotterdam    | Anton Geesink             | Bernard Pariset       |                       |                           |
| ME 1958 | Barcelona    | Anton Geesink             | Bernard Pariset       |                       |                           |
| ME 1959 | Vídeň        | Anton Geesink             | Nicola Tempesta       |                       |                           |
| ME 1960 | Amsterdam    | Anton Geesink             | Nicola Tempesta       |                       |                           |
| ME 1961 | Milan        | Anton Geesink             | Michel Bourgoin       |                       |                           |
| ME 1962 | Essen        | Anton Geesink             | George Kerr           |                       |                           |
| ME 1963 | Ženeva       | Anton Geesink             | Henk Warmerdam        |                       |                           |
| ME 1964 | Berlín       | Anton Geesink             | Martin Poglajen       |                       |                           |
| ME 1965 | Madrid       | Alfred Meier              | Syd Hoare             |                       |                           |
| ME 1966 | Lucemburk    | Anzor Kiknadze            | Alfred Meier          | Klaus Henning         | Vladimir Saunin           |
| ME 1967 | Řím          | Anton Geesink             | Anzor Kiknadze        | Wim Ruska             | Klaus Henning             |
| ME 1968 | Lausanne     | Vladimir Saunin           | Radovan Krajinović    | Günter Monczyk        | Klaus Henning             |
| ME 1969 | Ostende      | Wim Ruska                 | Anzor Kibrocašvili    | Dirk Eveleens         | Vladimir Saunin           |
| ME 1970 | Berlín       | Klaus Hennig              | Wim Ruska             | Jean-Claude Brondani  | Sergej Novikov            |
| ME 1971 | Göteborg     | Vitalij Kuzněcov          | Santiago Ojeda        | Henk Kruys            | Reinhard Otto             |
| ME 1972 | Voorburg     | Wim Ruska                 | Jean-Claude Brondani  | Klaus Hennig          | Sergej Novikov            |
| ME 1973 | Madrid       | Sergej Novikov            | Šota Čočišvili        | Dietmar Lorenz        | Wolfgang Zuckschwerdt     |
| ME 1974 | Londýn       | Sergej Novikov            | Šota Čočišvili        | Imre Varga            | Wolfgang Zuckschwerdt     |
| ME 1975 | Lyon         | Givi Onašvili             | Šota Čočišvili        | Peter Adelaar         | Wolfgang Zuckschwerdt     |
| ME 1976 | Kyjev        | Avel Kazačenkov           | Vladimír Novák        | Radomir Kovačević     | Džibilo Nižaradze         |
| ME 1977 | Ludwigshafen | Angelo Parisi             | Wolfgang Zuckschwerdt | Robert Van de Walle   | Šota Čočišvili            |
| ME 1978 | Helsinky     | Dietmar Lorenz            | Jean-Luc Rougé        | Imre Varga            | Džibilo Nižaradze         |
| ME 1979 | Brusel       | Alexej Ťurin              | Angelo Parisi         | Robert Van de Walle   | Paul Radburn              |
| ME 1980 | Vídeň        | Robert Van de Walle       | Angelo Parisi         | Vladimír Kocman       | Sergej Novikov            |
| ME 1981 | Debrecín     | Wojciech Reszko           | Willy Wilhelm         | Arthur Schnabel       | András Ozsvár             |
| ME 1982 | Rostock      | Alexej Ťurin              | András Ozsvár         | Arthur Schnabel       | Fred Olhorn               |
| ME 1983 | Paříž        | Angelo Parisi             | Robert Van de Walle   | Juha Salonen          | Grigorij Veričev          |
| ME 1984 | Lutych       | Angelo Parisi             | Grigorij Veričev      | Robert Van de Walle   | Mihai Cioc                |
| ME 1985 | Hamar        | Alexander von der Groeben | Chabil Biktašev       | Andrzej Basik         | Elvis Gordon              |
| ME 1986 | Bělehrad     | Henry Stöhr               | Peter Seisenbacher    | Christian Vachon      | Grigorij Veričev          |
| ME 1987 | Paříž        | Grigorij Veričev          | Christian Vachon      | Andrzej Basik         | Jochen Plate              |
| ME 1988 | Pamplona     | Elvis Gordon              | Akaki Kibordzalidze   | László Tolnai         | Damjan Stojkov            |
| ME 1989 | Helsinky     | Juha Salonen              | Frank Möller (GDR)    | Sergej Kosorotov      | Harry Van Barneveld       |
| ME 1990 | Frankfurt    | László Tolnai             | Harry Van Barneveld   | Davit Chachaleišvili  | Alexander von der Groeben |
| ME 1991 | Praha        | Igor Bereznickij          | Bernd von Eitzen      | Patrice Rognon        | Stefano Venturelli        |
| ME 1992 | Paříž        | Thomas Müller             | Georges Mathonnet     | Harry Van Barneveld   | Elvis Gordon              |
| ME 1993 | Athény       | Davit Chachaleišvili      | Harry Van Barneveld   | Jevgenij Pečurov      | Henry Stöhr               |
| ME 1994 | Gdaňsk       | Laurent Crost             | Harry Van Barneveld   | Jevgenij Pečurov      | Alexandre Davitašvili     |
| ME 1995 | Birmingham   | Imre Csősz                | Ralf Koser            | Harry Van Barneveld   | Ben Sonnemans             |
| ME 1996 | Haag         | Indrek Pertelson          | Selim Tataroğlu       | Harry Van Barneveld   | Ramaz Čočišvili           |
| ME 1997 | Ostende      | Harry Van Barneveld       | Volker Heyer          | Indrek Pertelson      | Selim Tataroğlu           |
| ME 1998 | Oviedo       | Selim Tataroğlu           | Harry Van Barneveld   | Dennis van der Geest  | Indrek Pertelson          |
| ME 1999 | Bratislava   | Selim Tataroğlu           | Ernesto Pérez         | Dennis van der Geest  | Alexandru Lungu           |
| ME 2000 | Vratislav    | Aythami Ruano             | Selim Tataroğlu       | Frank Möller          | Alexandre Davitašvili     |
| ME 2001 | Paříž        | Alexandr Michajlin        | Dennis van der Geest  | Zoltán Csizmadia      | Ramaz Čočišvili           |
| ME 2002 | Maribor      | Dennis van der Geest      | Alexandr Michajlin    | Ruslan Šarapov        | Pedro Soares              |
| ME 2003 | Düsseldorf   | Alexandr Michajlin        | Dennis van der Geest  | Ramaz Čočišvili       | Andreas Tölzer            |
| ME 2004 | Budapešť     | Matthieu Bataille         | Giorgi Kizilašvili    | Antal Kovács          | György Kosztolánczy       |
| ME 2005 | Moskva       | Tamerlan Tmenov           | Alexandr Michajlin    | Martin Padar          | Matthieu Bataille         |
| ME 2006 | Novi Sad     | Alexandr Michajlin        | Jevgenij Sotnikov     | Adam Okruašvili       | Martin Padar              |
| ME 2007 | Varšava      | Alexandr Michajlin        | Igor Makarov          | Przemysław Matyjaszek | Martin Padar              |

### Ženy
|         | Místo           | Zlato                   | Stříbro                 | Bronz                  | Bronz                  |
| ------- | --------------- | ----------------------- | ----------------------- | ---------------------- | ---------------------- |
| ME 1975 | Mnichov         | Catherine Pierreová     | Paulette Fouilletová    | Laura Di Tomaová       | Christiane Kieburgová  |
| ME 1976 | Vídeň           | Laura Di Tomaová        | Carina Thomasová        | Catherine Pierreová    | Christiane Kieburgová  |
| ME 1977 | Arlon           | Jocelyne Triadouová     | Theresia Schrothová     | Catherine Pierreová    | Christiane Kieburgová  |
| ME 1978 | Kolín nad Rýnem | Verena Rothacherová     | Jocelyne Triadouová     | Marie-France Milová    | Avril Malleyová        |
| ME 1979 | Kerkrade        | Barbara Claßenová       | Catherine Pierreová     | Avril Malleyová        | Giovanna Parentiová    |
| ME 1980 | Udine           | Barbara Claßenová       | Ingrid Berghmansová     | Avril Malleyová        | Paulette Fouilletová   |
| ME 1981 | Madrid          | Barbara Claßenová       | Ingrid Berghmansová     | Marjolein van Unenová  | Maria Teresa Mottaová  |
| ME 1982 | Oslo            | Edith Simonová          | Jolanda van Meggelenová | Barbara Claßenová      | Isabel Cortavitarteová |
| ME 1983 | Janov           | Ingrid Berghmansová     | Maria Teresa Mottaová   | Barbara Claßenová      | Karin Poschová         |
| ME 1984 | Pirmasens       | Natalina Lupinová       | Maria Teresa Mottaová   | Karin Kutzová          | Sandra Bradshawová     |
| ME 1985 | Landskrona      | Marjolein van Unenová   | Karin Poschová          | Beata Maksymowová      | Theresa Haydenová      |
| ME 1986 | Londýn          | Irene de Koková         | Roswitha Hartlová       | Karin Kutzová          | Christine Cicotová     |
| ME 1987 | Paříž           | Ingrid Berghmansová     | Regina Sigmundová       | Irene de Koková        | Laëtitia Meignanová    |
| ME 1988 | Pamplona        | Ingrid Berghmansová     | Emmanuelle Mikulaová    | Cvetana Tomovová       | Beata Maksymowová      |
| ME 1989 | Helsinky        | Angelique Serieseová    | Beata Maksymowová       | Jelena Gusčinová       | Ingrid Berghmansová    |
| ME 1990 | Frankfurt       | Sharon Leeová           | Natalina Lupinová       | Cvetana Tomovová       | Monique Aartsová       |
| ME 1991 | Praha           | Monique van der Leeová  | Renata Szalová          | Karin Kutzová          | Natalina Lupinová      |
| ME 1992 | Paříž           | Angelique Serieseová    | Simona Richterová       | Karin Kutzová          | Natalina Lupinová      |
| ME 1993 | Athény          | Angelique Serieseová    | Natalina Lupinová       | Karin Kutzová          | Irina Rodinová         |
| ME 1994 | Gdaňsk          | Monique van der Leeová  | Christine Cicotová      | Beata Maksymowová      | Irina Rodinová         |
| ME 1995 | Birmingham      | Angelique Serieseová    | Simona Richterová       | Cvetana Božilovová     | Raquel Barrientosová   |
| ME 1996 | Haag            | Monique van der Leeová  | Donata Burgattaová      | Simona Richterová      | Irina Rodinová         |
| ME 1997 | Ostende         | Beata Maksymowová       | Françoise Harteveldová  | Raquel Barrientosová   | Brigitte Olivierová    |
| ME 1998 | Oviedo          | Françoise Harteveldová  | Beata Maksymowová       | Irina Rodinová         | Katja Gerberová        |
| ME 1999 | Bratislava      | Katja Gerberová         | Brigitte Olivierová     | Françoise Harteveldová | Clementina Papaová     |
| ME 2000 | Vratislav       | Katja Gerberová         | Lucia Moricová          | Tea Donguzašviliová    | Cvetana Božilovová     |
| ME 2001 | Paříž           | Sandra Köppenová        | Anne-Sophie Mondièreová | Karina Bryantová       | Irina Rodinová         |
| ME 2002 | Maribor         | Katja Gerberová         | Tea Donguzašviliová     | Barbara Andolinaová    | Éva Bisséniová         |
| ME 2003 | Düsseldorf      | Katrin Beinrothová      | Irina Rodinová          | Lucija Polavderová     | Cvetana Božilovová     |
| ME 2004 | Budapešť        | Anne-Sophie Mondièreová | Maryna Prokofjevová     | Éva Bisséniová         | Sedrine Portetová      |
| ME 2005 | Moskva          | Anne-Sophie Mondièreová | Tea Donguzašviliová     | Małgorzata Górnická    | Natalija Sokolovová    |
| ME 2006 | Novi Sad        | Tea Donguzašviliová     | Natalija Sokolovová     | Jelena Ivaščenková     | Julija Borisiková      |
| ME 2007 | Varšava         | Jelena Ivaščenková      | Anaid Mchitarjanová     | Ketty Mathéová         | Małgorzata Górnická    |

## Pořadí národů
- 1951-1955 a 1957-2007

| Pořadí | Stát               |       | Muži    | Muži  | Muži  |         | Ženy  | Ženy  | Ženy    |       | Muži + Ženy | Muži + Ženy | Muži + Ženy | Celkem | Poznámky |
| Pořadí | Stát               | Zlato | Stříbro | Bronz | Zlato | Stříbro | Bronz | Zlato | Stříbro | Bronz |             |             |             | Celkem | Poznámky |
| ------ | ------------------ | ----- | ------- | ----- | ----- | ------- | ----- | ----- | ------- | ----- | ----------- | ----------- | ----------- | ------ | -------- |
| 1.     | Nizozemsko         |       | 14      | 7     | 7     |         | 10    | 3     | 4       |       | 24          | 10          | 11          | 45     |          |
| 2.     | Německo            |       | 6       | 6     | 18    |         | 8     | 1     | 11      |       | 14          | 7           | 29          | 50     |          |
| 3.     | Francie            |       | 8       | 11    | 4     |         | 5     | 8     | 11      |       | 13          | 19          | 15          | 47     |          |
| 4.     | Rusko              |       | 11      | 4     | 5     |         | 2     | 5     | 9       |       | 13          | 9           | 14          | 36     |          |
| 5.     | Belgie             |       | 2       | 5     | 7     |         | 3     | 3     | 3       |       | 5           | 8           | 10          | 23     |          |
| 6.     | Gruzie             |       | 3       | 7     | 9     |         | 0     | 0     | 0       |       | 3           | 7           | 9           | 19     |          |
| 7.     | Ukrajina           |       | 3       | 1     | 6     |         | 0     | 1     | 0       |       | 3           | 2           | 6           | 11     |          |
| 8.     | Spojené království |       | 1       | 3     | 3     |         | 1     | 0     | 6       |       | 2           | 3           | 9           | 14     |          |
| 9.     | Polsko             |       | 1       | 0     | 3     |         | 1     | 3     | 5       |       | 2           | 3           | 8           | 13     |          |
| 10.    | Turecko            |       | 2       | 2     | 1     |         | 0     | 0     | 0       |       | 2           | 2           | 1           | 5      |          |
| 11.    | Maďarsko           |       | 2       | 1     | 7     |         | 0     | 0     | 0       |       | 2           | 1           | 7           | 10     |          |
| 12.    | Itálie             |       | 0       | 2     | 1     |         | 1     | 4     | 5       |       | 1           | 6           | 6           | 13     |          |
| 13.    | Rakousko           |       | 0       | 2     | 0     |         | 1     | 3     | 1       |       | 1           | 5           | 1           | 7      |          |
| 14.    | Španělsko          |       | 1       | 2     | 0     |         | 0     | 0     | 3       |       | 1           | 2           | 3           | 6      |          |
| 15.    | Estonsko           |       | 1       | 0     | 5     |         | 0     | 0     | 0       |       | 1           | 0           | 5           | 6      |          |
| 16.    | Finsko             |       | 1       | 0     | 1     |         | 0     | 0     | 0       |       | 1           | 0           | 1           | 2      |          |
| 17.    | Švýcarsko          |       | 0       | 0     | 0     |         | 1     | 0     | 0       |       | 1           | 0           | 0           | 1      |          |
| 18.    | Rumunsko           |       | 0       | 0     | 2     |         | 0     | 2     | 1       |       | 0           | 2           | 3           | 5      |          |
| 19.    | Bělorusko          |       | 0       | 1     | 1     |         | 0     | 0     | 1       |       | 0           | 1           | 2           | 3      |          |
| 20.    | Česko              |       | 0       | 1     | 1     |         | 0     | 0     | 0       |       | 0           | 1           | 1           | 2      |          |
| 21.    | Chorvatsko         |       | 0       | 1     | 0     |         | 0     | 0     | 0       |       | 0           | 1           | 0           | 1      |          |
| 22.    | Bulharsko          |       | 0       | 0     | 1     |         | 0     | 0     | 5       |       | 0           | 0           | 6           | 6      |          |
| 23.    | Portugalsko        |       | 0       | 0     | 1     |         | 0     | 0     | 0       |       | 0           | 0           | 1           | 1      |          |
| 23.    | Slovinsko          |       | 0       | 0     | 0     |         | 0     | 0     | 1       |       | 0           | 0           | 1           | 1      |          |
| 23.    | Srbsko             |       | 0       | 0     | 1     |         | 0     | 0     | 0       |       | 0           | 0           | 1           | 1      |          |